# Cryptothallus
Cryptothallus là một chi rêu trong họ Aneuraceae.